# Metis (księżyc)
Metis (Jowisz XVI) – najbardziej wewnętrzny księżyc Jowisza, odkryty na zdjęciach wykonanych przez sondę Voyager 1 w 1979 roku.

## Nazwa
W 1983 księżyc otrzymał nazwę, pochodzącą z mitologii greckiej. Metyda (Metis) była pierwszą kochanką lub pierwszą żoną Zeusa (Jowisza). Uchodziła za matkę Ateny.

## Charakterystyka fizyczna
Metis jest jednym z mniejszych regularnych księżyców Jowisza, jego średnicę ocenia się na około 44 km. Średnia gęstość jest szacowana na ok. 0,86 g/cm3, księżyc składa się zapewne w dużym stopniu z lodu wodnego. Powierzchnia Metis jest ciemna – jej albedo jest równe zaledwie 0,061. Z Ziemi można ją zaobserwować jako obiekt o jasności wizualnej co najwyżej 17,5 magnitudo.

## Orbita
Metis krąży wokół Jowisza po prawie kołowej orbicie (mimośród 0,0012), wewnątrz głównego pierścienia planety i jest zapewne źródłem części jego materii. Jej obecność powoduje istnienie w pierścieniu przerwy, szerokości ok. 500 km (przerwy Metis).
Metis jest najbliższym Jowisza satelitą, należy do grupy Amaltei.